# Jugofilm
Jugofilm ist ein österreichisches Filmdrama aus dem Jahr 1997, das die Auswirkungen des Jugoslawienkrieges auf die jugoslawische Diaspora am Beispiel einer serbischen Familie in Wien darstellt.

## Handlung
Die Handlung ist 1991 angesetzt. Der Sohn einer Gastarbeiterfamilie in Wien wird während eines Jugoslawienaufenthaltes rekrutiert und im Bürgerkrieg eingesetzt. Als er nach Desertion traumatisiert in Wien ankommt, spitzt sich die Krise seiner Familie zu. Parallel zerfällt die jugoslawische Community in Wien entlang der Bürgerkriegslinien.

## Produktion
Der Regisseur besetzte die Rollen bewusst entgegen den Nationalitäten, um den Blick dafür zu weiten, was der Krieg aus den Menschen macht.

## Kritik
„Mit eher unspektakulären Bildern gelang Regisseur Goran Rebic ein bemerkenswerter Film [...]. Hier wird der Krieg fernab von Schlachtfeldern zum unheilvollen Boten zwischenmenschlicher Tragödien.“

„Durch den massiven Einsatz einer Off-Erzählung, von Erinnerungsbildern und Traumsequenzen ohne Not verkünstelt […] sehr schön ist die Kameraarbeit von Jerzy Palacz“

„Goran Rebic thematisiert in seinem ‚Jugofilm‘ (1997) den ‚medial-politischen Nationalitätenwahn im Mikrokosmos einer Serbisch-Wienerischen Gastarbeiterfamilie‘“

„‚JUGOFILM funktioniert wie eine Erinnerung – eine Erinnerung, von der ich nicht möchte, dass sie vergessen wird‘, sagt Rebić. Ein Film, der im Gedächtnis bleibt.“

## Auszeichnungen
- Honorary Mention – 32nd Karlovy Vary International Film Festival
- Best Script – Herceg Novi Film Festival
- Best Film – Cinema City – International Film Festival Novi Sad
- Thomas-Pluch-Drehbuchpreis – Förderpreis
- Silver Award Hong Kong Critic’s Choice 1999

Quelle: